# Diamonds – The Best of Dio
Diamonds - The Best of Dio es un disco recopilatorio de la banda de heavy metal Dio. Contiene los éxitos de sus primeros cinco discos. 

## LP
Lado A
1. "Holy Diver" (Ronnie James Dio) – 5:54
2. "Rainbow in the Dark" (Dio, Vinny Appice, Jimmy Bain, Vivian Campbell) – 4:16
3. "Don't Talk to Strangers" (Dio) – 4:53
4. "We Rock" (Dio) – 4:35
5. "The Last in Line" (Dio, Bain, Campbell) – 5:47
6. "Rock 'N' Roll Children" (Dio) - 4:32

Lado B
1. "Sacred Heart" (Dio, Appice, Bain, Campbell) – 6:28
2. "Hungry for Heaven" (Dio, Bain) – 4:11
3. "Hide in the Rainbow" (Dio, Bain) – 4:06
4. "Dream Evil" (Dio, Craig Goldie) – 4:29
5. "Wild One" (Dio, Rowan Robertson) – 4:03
6. "Lock Up the Wolves" (Dio, Robertson, Bain) – 8:34

## CD
1. "Holy Diver" (Dio) – 5:54
2. "Rainbow in the Dark" (Dio, Appice, Bain, Campbell) – 4:16
3. "Don't Talk to Strangers" (Dio) – 4:53
4. "We Rock" (Dio) – 4:35
5. "The Last in Line" (Dio, Bain, Campbell) – 5:47
6. "Evil Eyes" (Dio) – 3:38
7. "Rock 'N' Roll Children" (Dio) – 4:32
8. "Sacred Heart" (Dio, Appice, Bain, Campbell) – 6:28
9. "Hungry for Heaven" (Dio, Bain) – 4:11
10. "Hide in the Rainbow" (Dio, Bain) – 4:06
11. "Dream Evil" (Dio, Goldie) – 4:29
12. "Wild One" (Dio, Robertson) – 4:03
13. "Lock Up the Wolves" (Dio, Robertson, Bain) – 8:34